# Битолски чинар
Битолският чинар (на македонска литературна норма: Битолски чинар) е най-голямото и сред най-старите дървета в град Битоля, Северна Македония и на Балканите.
Намира се на улица „Димитър Влахов“ в Баир махала, недалеч от Керим беговия хамам, Иса Факих джамия и ОУ „Георги Сугарев“.
Смята се, че преди 560 години е посадено от затворничка в Битолския турски женски затвор.